# جان إيف مارين
جان إيف مارين (بالفرنسية: Jean-Yves Marin)‏ هو أمين متحف فرنسي، ولد في 1955 في كاين في فرنسا.